# Basketbal op de Olympische Zomerspelen 1948
Basketbal is een van de sporten die beoefend werden tijdens de Olympische Zomerspelen 1948 in Londen.

## Mannen

### Voorronde

#### Groep A
| Datum      | Land      | Score   | Land             |
| ---------- | --------- | ------- | ---------------- |
| 31 juli    | Uruguay   | 69 - 17 | Groot-Brittannië |
| 31 juli    | Brazilië  | 45 - 41 | Hongarije        |
| 31 juli    | Canada    | 55 - 37 | Italië           |
| 1 augustus | Brazilië  | 36 - 32 | Uruguay          |
| 1 augustus | Canada    | 44 - 24 | Groot-Brittannië |
| 1 augustus | Hongarije | 32 - 19 | Italië           |
| 2 augustus | Brazilië  | 76 - 11 | Groot-Brittannië |
| 2 augustus | Hongarije | 37 - 36 | Canada           |
| 3 augustus | Uruguay   | 46 - 34 | Italië           |
| 4 augustus | Italië    | 49 - 28 | Groot-Brittannië |
| 4 augustus | Uruguay   | 49 - 31 | Hongarije        |
| 4 augustus | Brazilië  | 57 - 35 | Canada           |
| 5 augustus | Hongarije | 60 - 23 | Groot-Brittannië |
| 5 augustus | Brazilië  | 47 - 31 | Italië           |
| 5 augustus | Canada    | 52 - 50 | Uruguay          |

| Groep A |                  |             |             |             |            |            |            |        |
| #       | Land             | Wedstrijden | Wedstrijden | Wedstrijden | Doelpunten | Doelpunten | Doelpunten | Punten |
| #       | Land             | G           | W           | V           | V          | T          | Saldo      | Punten |
| 1       | Brazilië         | 5           | 5           | 0           | 261        | 150        | 111        | 10     |
| 2       | Uruguay          | 5           | 3           | 2           | 246        | 170        | 76         | 8      |
| 3       | Hongarije        | 5           | 3           | 2           | 201        | 172        | 29         | 8      |
| 4       | Canada           | 5           | 3           | 2           | 222        | 205        | 17         | 8      |
| 5       | Italië           | 5           | 1           | 4           | 170        | 208        | -38        | 6      |
| 6       | Groot-Brittannië | 5           | 0           | 5           | 103        | 298        | -195       | 5      |

#### Groep B
| Datum      | Land            | Score    | Land            |
| ---------- | --------------- | -------- | --------------- |
| 31 juli    | Filipijnen      | 102 - 30 | Irak            |
| 31 juli    | Zuid-Korea      | 29 - 27  | België          |
| 31 juli    | Chili           | 44 - 39  | Republiek China |
| 1 augustus | Chili           | 100 - 18 | Irak            |
| 1 augustus | Filipijnen      | 35 - 33  | Zuid-Korea      |
| 2 augustus | Republiek China | 36 - 34  | België          |
| 3 augustus | Chili           | 68 - 39  | Filipijnen      |
| 3 augustus | België          | 98 - 20  | Irak            |
| 3 augustus | Republiek China | 49 - 48  | Zuid-Korea      |
| 4 augustus | België          | 38 - 36  | Chili           |
| 4 augustus | Zuid-Korea      | 120 - 20 | Irak            |
| 4 augustus | Filipijnen      | 51 - 32  | Republiek China |
| 5 augustus | België          | 37 - 35  | Filipijnen      |
| 6 augustus | Republiek China | 125 - 25 | Irak            |
| 6 augustus | Zuid-Korea      | 28 - 21  | Chili           |

| Groep B |                 |             |             |             |            |            |            |        |
| #       | Land            | Wedstrijden | Wedstrijden | Wedstrijden | Doelpunten | Doelpunten | Doelpunten | Punten |
| #       | Land            | G           | W           | V           | V          | T          | Saldo      | Punten |
| 1       | Zuid-Korea      | 5           | 3           | 2           | 258        | 152        | 106        | 8      |
| 2       | Chili           | 5           | 3           | 2           | 269        | 162        | 107        | 8      |
| 3       | België          | 5           | 3           | 2           | 234        | 156        | 78         | 8      |
| 4       | Filipijnen      | 5           | 3           | 2           | 262        | 200        | 62         | 8      |
| 5       | Republiek China | 5           | 3           | 2           | 281        | 202        | 79         | 8      |
| 6       | Irak            | 5           | 0           | 5           | 113        | 545        | -432       | 5      |

#### Groep C
| Datum      | Land              | Score   | Land              |
| ---------- | ----------------- | ------- | ----------------- |
| 31 juli    | Verenigde Staten  | 86 - 21 | Zwitserland       |
| 31 juli    | Tsjecho-Slowakije | 38 - 30 | Peru              |
| 1 augustus | Argentinië        | 57 - 38 | Egypte            |
| 2 augustus | Peru              | 52 - 27 | Egypte            |
| 2 augustus | Argentinië        | 49 - 23 | Zwitserland       |
| 2 augustus | Verenigde Staten  | 53 - 28 | Tsjecho-Slowakije |
| 3 augustus | Peru              | 49 - 19 | Zwitserland       |
| 3 augustus | Verenigde Staten  | 59 - 57 | Argentinië        |
| 3 augustus | Tsjecho-Slowakije | 52 - 38 | Egypte            |
| 4 augustus | Verenigde Staten  | 66 - 28 | Egypte            |
| 5 augustus | Tsjecho-Slowakije | 54 - 28 | Zwitserland       |
| 5 augustus | Argentinië        | 42 - 34 | Peru              |
| 6 augustus | Egypte            | 31 - 29 | Zwitserland       |
| 6 augustus | Verenigde Staten  | 61 - 33 | Peru              |
| 6 augustus | Tsjecho-Slowakije | 45 - 41 | Argentinië        |

| Groep C |                   |             |             |             |            |            |            |        |
| #       | Land              | Wedstrijden | Wedstrijden | Wedstrijden | Doelpunten | Doelpunten | Doelpunten | Punten |
| #       | Land              | G           | W           | V           | V          | T          | Saldo      | Punten |
| 1       | Verenigde Staten  | 5           | 5           | 0           | 325        | 167        | 158        | 10     |
| 2       | Tsjecho-Slowakije | 5           | 4           | 1           | 217        | 190        | 27         | 9      |
| 3       | Argentinië        | 5           | 3           | 2           | 246        | 199        | 47         | 8      |
| 4       | Peru              | 5           | 2           | 3           | 198        | 187        | 11         | 7      |
| 5       | Egypte            | 5           | 1           | 4           | 162        | 256        | -94        | 6      |
| 6       | Zwitserland       | 5           | 0           | 5           | 120        | 269        | -149       | 5      |

#### Groep D
| Datum      | Land      | Score   | Land      |
| ---------- | --------- | ------- | --------- |
| 1 augustus | Frankrijk | 62 - 30 | Iran      |
| 1 augustus | Mexico    | 39 - 31 | Cuba      |
| 2 augustus | Mexico    | 71 - 9  | Ierland   |
| 2 augustus | Frankrijk | 37 - 31 | Cuba      |
| 3 augustus | Mexico    | 56 - 42 | Frankrijk |
| 4 augustus | Iran      | 49 - 22 | Ierland   |
| 5 augustus | Mexico    | 68 - 27 | Iran      |
| 5 augustus | Cuba      | 88 - 25 | Ierland   |
| 6 augustus | Cuba      | 63 - 30 | Iran      |
| 6 augustus | Frankrijk | 73 - 14 | Ierland   |

| Groep D |           |             |             |             |            |            |            |        |
| #       | Land      | Wedstrijden | Wedstrijden | Wedstrijden | Doelpunten | Doelpunten | Doelpunten | Punten |
| #       | Land      | G           | W           | V           | V          | T          | Saldo      | Punten |
| 1       | Mexico    | 4           | 4           | 0           | 234        | 109        | 125        | 8      |
| 2       | Frankrijk | 4           | 3           | 1           | 214        | 131        | 83         | 7      |
| 3       | Cuba      | 4           | 2           | 2           | 213        | 131        | 82         | 6      |
| 4       | Iran      | 4           | 1           | 3           | 136        | 215        | -79        | 5      |
| 5       | Ierland   | 4           | 0           | 4           | 70         | 281        | -211       | 4      |

### Plaatsingsronde 17e t/m 23e plaats
| Datum       | Land             | Score   | Land        |
| ----------- | ---------------- | ------- | ----------- |
| 12 augustus | Republiek China  | 42 - 34 | Zwitserland |
| 12 augustus | Groot-Brittannië | 46 - 21 | Ierland     |
| 12 augustus | Italië           | 77 - 28 | Irak        |
| 12 augustus | Egypte           | bye     |             |

#### 21e t/m 23e plaats
| Datum       | Land        | Score   | Land    |
| ----------- | ----------- | ------- | ------- |
| 12 augustus | Zwitserland | 55 - 12 | Ierland |
| 12 augustus | Irak        | bye     |         |

#### 21e en 22e plaats
| Datum       | Land        | Score   | Land |
| ----------- | ----------- | ------- | ---- |
| 12 augustus | Zwitserland | forfeit | Irak |

#### 17e t/m 20e plaats
| Datum       | Land            | Score   | Land             |
| ----------- | --------------- | ------- | ---------------- |
| 12 augustus | Republiek China | 54 - 25 | Groot-Brittannië |
| 12 augustus | Italië          | 35 - 33 | Egypte           |

#### 19e en 20e plaats
| Datum       | Land   | Score   | Land             |
| ----------- | ------ | ------- | ---------------- |
| 12 augustus | Egypte | 50 - 18 | Groot-Brittannië |

#### 17e en 18e plaats
| Datum       | Land   | Score   | Land            |
| ----------- | ------ | ------- | --------------- |
| 12 augustus | Italië | 54 - 38 | Republiek China |

### Plaatsingsronde 9e t/m 16e plaats
| Datum       | Land       | Score   | Land       |
| ----------- | ---------- | ------- | ---------- |
| 12 augustus | België     | forfeit | Hongarije  |
| 12 augustus | Canada     | 81 - 25 | Iran       |
| 12 augustus | Peru       | 45 - 40 | Cuba       |
| 12 augustus | Filipijnen | 45 - 43 | Argentinië |

#### 13e t/m 16e plaats

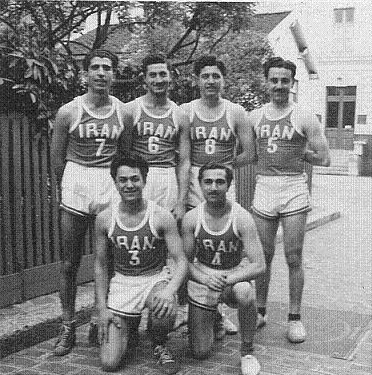
Team van Iran 1948

| Datum       | Land | Score   | Land       |
| ----------- | ---- | ------- | ---------- |
| 12 augustus | Cuba | 35 - 34 | Argentinië |
| 12 augustus | Iran | forfeit | Hongarije  |

#### 15e en 16e plaats
| Datum       | Land       | Score   | Land      |
| ----------- | ---------- | ------- | --------- |
| 12 augustus | Argentinië | forfeit | Hongarije |

#### 13e en 14e plaats
| Datum       | Land | Score   | Land |
| ----------- | ---- | ------- | ---- |
| 12 augustus | Cuba | 70 - 36 | Iran |

#### 9e t/m 12e plaats
| Datum       | Land   | Score   | Land       |
| ----------- | ------ | ------- | ---------- |
| 12 augustus | Canada | 45 - 40 | België     |
| 12 augustus | Peru   | 40 - 29 | Filipijnen |

#### 11e en 12e plaats
| Datum       | Land   | Score   | Land       |
| ----------- | ------ | ------- | ---------- |
| 12 augustus | België | 38 - 34 | Filipijnen |

#### 9e en 10e plaats
| Datum       | Land   | Score   | Land |
| ----------- | ------ | ------- | ---- |
| 12 augustus | Canada | 49 - 43 | Peru |

### Kwartfinales
| Datum      | Land             | Score   | Land              |
| ---------- | ---------------- | ------- | ----------------- |
| 9 augustus | Verenigde Staten | 63 - 28 | Uruguay           |
| 9 augustus | Mexico           | 43 - 32 | Zuid-Korea        |
| 9 augustus | Brazilië         | 28 - 23 | Tsjecho-Slowakije |
| 9 augustus | Frankrijk        | 53 - 52 | Chili             |

### Plaatsingsronde 5e t/m 8e plaats
| Datum       | Land    | Score   | Land              |
| ----------- | ------- | ------- | ----------------- |
| 11 augustus | Chili   | 38 - 36 | Tsjecho-Slowakije |
| 11 augustus | Uruguay | 45 - 36 | Zuid-Korea        |

#### 7e en 8e plaats
| Datum       | Land              | Score   | Land       |
| ----------- | ----------------- | ------- | ---------- |
| 11 augustus | Tsjecho-Slowakije | 39 - 38 | Zuid-Korea |

#### 5e en 6e plaats
| Datum       | Land    | Score   | Land  |
| ----------- | ------- | ------- | ----- |
| 11 augustus | Uruguay | 50 - 32 | Chili |

### Halve Finales
| Datum       | Land             | Score   | Land     |
| ----------- | ---------------- | ------- | -------- |
| 12 augustus | Verenigde Staten | 71 - 40 | Mexico   |
| 12 augustus | Frankrijk        | 43 - 33 | Brazilië |

### Bronzen Finale
| Datum       | Land     | Score   | Land   |
| ----------- | -------- | ------- | ------ |
| 13 augustus | Brazilië | 52 - 47 | Mexico |

### Finale
| Datum       | Land             | Score   | Land      |
| ----------- | ---------------- | ------- | --------- |
| 13 augustus | Verenigde Staten | 65 - 21 | Frankrijk |

### Eindrangschikking
| Goud | Zilver | Brons | 4 |
| Verenigde Staten Cliff Barker Don Barksdale Ralph Beard Lew Beck Vince Boryla Gordon Carpenter Alex Groza Wally Jones Bob Kurland Ray Lumpp Robert Pitts Jesse Renick Jackie Robinson Kenny Rollins                                          | Frankrijk André Barrais Michel Bonnevie André Buffière René Chocat René Dérency Maurice Desaymonnet André Even Maurice Girardot Fernand Guillou Raymond Offner Jacques Perrier Yvan Quénin Lucien Rebuffic Pierre Thiolon                       | Brazilië Algodão Bráz Ruy de Freitas Marcus Vinícius Dias Affonso Évora Alexandre Gemignani Alfredo da Motta Alberto Marson Nilton Pacheco Massinet Sorcinelli Luiz Benvenuti Guilherme Rodrigues | Mexico Alberto Bienvenu Mudo Acuña Emilio López Fernando Rojas Francisco Galindo Héctor Guerrero Ignacio Romo Isaac Alfaro Jorge Cardiel Jorge Gudiño José Cabrera José Rojas Josué Santos Rodolfo Díaz                 |
| 5 | 6 | 7 | 8 |
| Uruguay Martín Acosta y Lara Néstor Anton Victorio Cieslinskas Nelson Demarco Miguel Diab Abraham Eidlin Eduardo Folle Héctor García Otero Eduardo Gordon Adesio Lombardo Roberto Lovera Gustavo Magariños Carlos Roselló Héctor Ruiz        | Chili Eduardo Cordero Ezequiel Figueroa Juan José Gallo Roberto Hammer Eduardo Kapstein Manuel Ledesma Víctor Mahana Luis Enrique Marmentini Andrés Mitrovic Antonio Moreno Eduardo Parra Hernán Raffo Marcos Sánchez Guillermo Verdugo         | Tsjecho-Slowakije Karel Bělohradský Cyril Benáček Jiří Chlup Jiří Drvota Josef Ezr Jozef Kalina Jan Kozák Václav Krása Zoltán Krenický Jozef Křepela Ivan Mrázek Jiří Siegel Josef Toms Ladislav Trpkoš | Zuid-Korea Ahn Byung-suk Bang W. Chang Chin-ri Chyo Joon-deuk Kang Hyun-bong Kim Shin-chung Lee Hoon-sang Lee Yung-choon Oh Chul-soo                                                                                    |
| 9 | 10 | 11 | 12 |
| Canada Ole Bakken Bill Bell Doodie Bloomfield Dave Campbell Harry Kermode Bennie Lands Pat McGeer Reid Mitchell Mendy Morein Nev Munro Bobby Scarr Cy Strulovitch Sol Tolchinsky Murray Waxman                                               | Peru G. Ahrens Valdivia Carlos Alegre Benavides David Descalzo Álvarez Virgilio Drago Burga Alberto Fernández Calderón A. Ferreiros Pérez Eduardo Fiestas Arce Rodolfo Salas Crespo Luis Sánchez Maquiavelo R. Ríos Soracco José Vizcarra Nieto | België Georges Baert Auguste Bernaer Henri Coosemans François de Pauw Henri Hermans André Hollanders Henri Hollanders Emile Kets Léon Lampo Julien Meuris Gustave Poppe René Steurbaut Luois van de Goor Armand van Wambeke                                                                                       | Filipijnen Manuel Araneta Ramón Campos, jr. Eduardo Decena Andrés de la Cruz Felicisimo Fajardo Gabriel Fajardo Edgardo Fulgencio Antonio Luis Martínez Lauro Mumar Francisco Vestil                                    |
| 13 | 14 | 15 | 16 |
| Cuba Casimiro García Fabio Ruíz Fico López Frank Lavernia José Llanusa Mario Aguero Mario Quintero Miguel Llaneras Ramón Wiltz Raúl García Alfredo Faget Juan García Pedro Otero                                                             | Iran Kazem Ashtari Asghar Ehsasi Fereydoon Esfandiari Hossein Hashemi Hossein Jabbarzadegan Hossein Karandish Farhang Mohtadi Houshang Rafatjah Fereydoon Sadeghi Ziaoddin Shadman Abolfazl Solbi Hossein Sorouri Hossein Saoudipour            | Argentinië Raúl Calvo Leopoldo Contarbio Oscar Furlong Ricardo González Manuel Guerrero Raúl Lledo León Martinetti Rubén Menini Jorge Nuré Oscar Pérez Cattáno Arturo Ruffa Juan Carlos Uder Bruno Varani Tomás Vío                                                                                               | Hongarije Antal Bánkuti János Halász Géza Kardos József Kozma István Lovrics Tibor Mezőfi György Nagy László Novakovszky Attila Timár Geng István Timár Geng Ede Vadászi Tibor Zsíros P. Benedek J. Verbenyi            |
| 17 | 18 | 19 | 20 |
| Italië Gianfranco Bersani Carlo Cerioni Sergio Ferriani Ezio Mantelli Federico Marietti Giancarlo Marinelli Giovanni Nesti Valentino Pellarini Giancarlo Primo Renzo Ranuzzi Luigi Rapini Romeo Romanutti Sergio Stefanini Vittorio Tracuzzi | Republiek China Chia Chung-Chang Chua Bon-Hua Kya Is-Kyun Lee Edward Lee Tsun-Tung Pao John Sung-Yuan Wee Tian-Siak Woo Cheng-Chang Yee Jose Yu Sai-Chang                                                                                       | Egypte Youssef Mohamed Abbas Youssef Kamal Mohamed Abou-Ouf Fouad Abdel Meguid Abu el Kheir Armand Philippe Catafago Mahmoud Gamal el Leissy Albert Fahmy Tadros Mohamed Habib Abdelrahman Ismail Hafez Robert Makzoume Hassan Moawad Medhat Youssef Mohamad Hussein Kamal Montassir Ahmed Nessim Mohamed Soliman | Groot-Brittannië Frank Cole Trevor C. Davies Alexander Elk Malcolm Finlay Colin L. Hunt Douglas C. Legg Ronald H. Legg Stanley McMeekan Sydney McMeekan Robert H. Norris Lionel Price Harry L. Weston Stanley B. Weston |
| 21 | 22 | 23 | |
| Zwitserland Pierre Albrecht Henri Baumann Marc Bossy Claude Chevalley Maurice Chollet Bernard Dutoit Robert Geiser Hans Gujer Claude Landini Jean Pare G. Piaget Jean Pollet Georges Stockly J. Tribolet                                     | Irak H. Ahmed Y. Emile G. Hanna A. Hashim A. Irfan A. Kanaan F. Saleh M. Salmain Ali D. Salman K. Wadoon | Ierland Harry Boland Vincie Crehan John Flynn William Jackson Thomas Keenan James R. McGee Gerald McLoughlin Thomas Malone Frank B. O'Connor Donald O'Donovan Daniel Reddin Donald Sheriff Patrick Sheriff Christy Walsh                                                                                          | |

St. Louis 1904 · Berlijn 1936 · Londen 1948 · Helsinki 1952 · Melbourne 1956 · Rome 1960 · Tokio 1964 · Mexico-Stad 1968 · München 1972 · Montréal 1976 · Moskou 1980 · Los Angeles 1984 · Seoel 1988 · Barcelona 1992 · Atlanta 1996 · Sydney 2000 · Athene 2004 · Peking 2008 · Londen 2012 · Rio de Janeiro 2016 · Tokio 2020 · Parijs 2024 · Los Angeles 2028
Medaillewinnaars 
Atletiek · Basketbal · Boksen · Gewichtheffen · Hockey · Kanovaren · Lacrosse (demonstratie) · Moderne vijfkamp · Kunstwedstrijden · Paardensport · Roeien · Schermen · Schietsport · Schoonspringen · Turnen · Voetbal · Waterpolo · Wielersport · Worstelen · Zeilen · Zwemmen